# 駿台英和女学校
駿台英和女学校（しゅんたいえいわじょがっこう）は、アメリカ北部バプテストが設立した女子校である。
北部バプテストの宣教師、J・H・アーサーは1874年6月に東京伝道を開始し、1875年春、後に駿台英和女学校と名付けられた女学校を東京駿河台鈴木町22番地（現、千代田区神田駿河台二丁目）に建てた洋館で始めた。この土地は学校の後援者であった森有礼の所有地であったが、聖書を教えることが議論となり、森は学校との関係を絶った。学校存続が危ぶまれたこの1875年11月、バプテスト婦人海外伝道協会から派遣されたA・H・キダー（1840-1913）が来日し、その死去まで学校の責任を担った。女学校の所在地は、1882年11月に築地30番館に移ったほかは駿河台の中で移転し、最後は1885年7月29日に落成した、駿河台袋町10番地に所在の校舎に移転した。この学校は評価が高い女学校であったといわれているが、敷地の狭隘などからこれ以上の発展が望めないため、1921年3月末に廃校となった。その後、校舎は女性宣教師の宿舎、日本YWCA本部事務所として用いられたが、1923年9月1日の関東大震災により倒壊した。